# Giácomo Di Giorgi
Giacomo Di Giorgi (Acarigua, Estado Portuguesa, Venezuela; 24 de febrero de 1981) es un exfutbolista venezolano que jugaba como centrocampista y su último equipo fue el ACD Lara de la Primera División de Venezuela.

## Selección nacional
Ha sido internacional con la Selección de Venezuela en 38 ocasiones.

## Participaciones internacionales

### Copa América
| Copa América      | Sede      | Resultado | Partidos | Goles |
| ----------------- | --------- | --------- | -------- | ----- |
| Copa América 2011 | Argentina | 4.º lugar | 3        | 0     |

#### Participaciones en eliminatorias mundialistas
| Eliminatorias     | Resultado | PJ | Goles |
| ----------------- | --------- | -- | ----- |
| Eliminatoria 2010 | 8° Lugar  | 4  | 0     |
| Eliminatoria 2014 | 6° Lugar  | 2  | 0     |

### Competiciones
| Competición                           | PJ  | Goles |
| ------------------------------------- | --- | ----- |
| Liga Venezolana                       | 109 | 0     |
| Copa Venezuela                        | 19  | 0     |
| Finales Primera División de Venezuela | 13  | 0     |
| Copa Libertadores                     | 3   | 0     |
| Copa Pre Libertadores                 | 2   | 0     |
| Copa Sudamericana                     | 6   | 0     |
| Copa Merconorte                       | 1   | 0     |
| Selección Nacional                    | 32  | 0     |
| Total en su Carrera                   |     | 0     |

## Palmarés

### Torneos nacionales
| Título          | Club                 | País      | Año  |
| --------------- | -------------------- | --------- | ---- |
| Copa Venezuela  | Deportivo Anzoátegui | Venezuela | 2008 |
| Copa Venezuela  | Deportivo Anzoátegui | Venezuela | 2012 |
| Torneo Apertura | Deportivo Anzoátegui | Venezuela | 2012 |
| Torneo Clausura | ACD Lara             | Venezuela | 2017 |
| Torneo Clausura | ACD Lara             | Venezuela | 2018 |